# Curtiss Model N
El Curtiss Model N-9 fue una variante con flotadores del entrenador militar Curtiss JN-4 "Jenny", y fue usado durante la Primera Guerra Mundial por la Armada de los Estados Unidos.

## Diseño y desarrollo

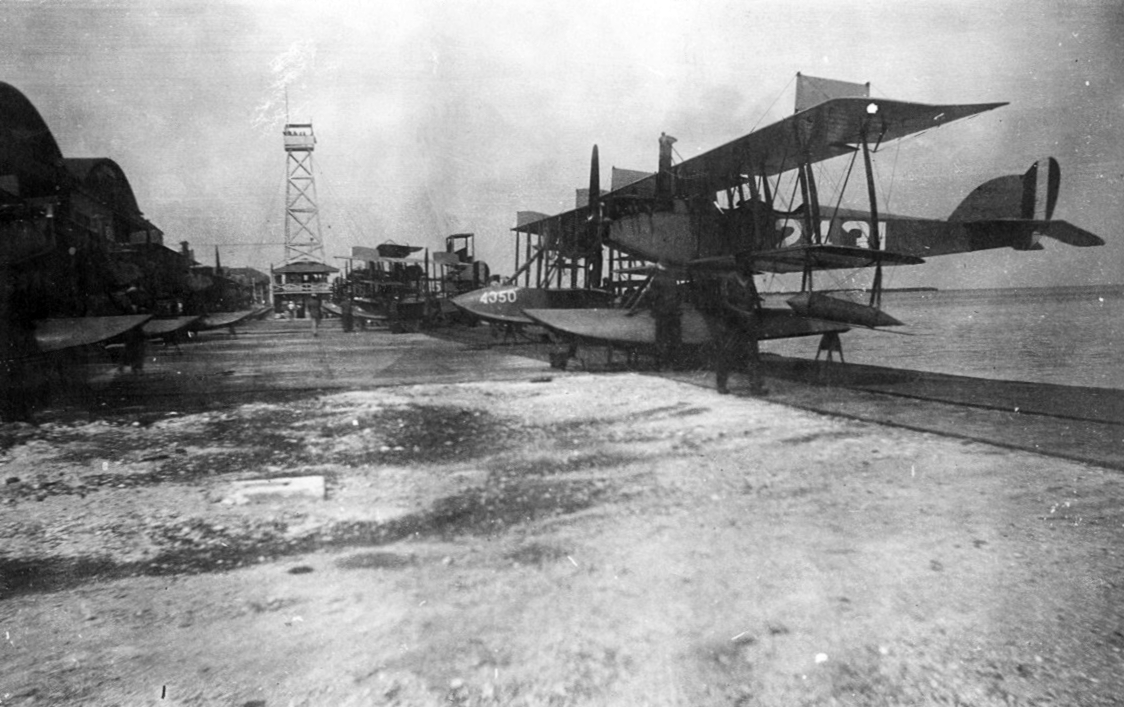
Aviones N-9 y Curtiss Model F de la Armada estadounidense en la Naval Air Station Key West.

Como hidroavión, el N-9 estaba equipado con un único flotador central bajo el fuselaje. Se instaló un pequeño flotador bajo cada punta alar. Con el peso adicional del flotador, se requirieron una serie de cambios aerodinámicos, haciendo uso su diseño de datos obtenidos en el túnel de viento desarrollado en el Instituto de Tecnología de Massachusetts, lo que significa que el N-9 fue la primera aeronave naval estadounidense en incorporar tales datos directamente en su diseño. La envergadura fue estirada unos tres metros adicionales, el fuselaje fue alargado, las superficies de cola fueron agrandadas, y se añadieron aletas estabilizadoras en la parte de arriba del ala superior. El N-9 estaba propulsado inicialmente por un motor Curtiss OXX-6 de 75 kW (100 hp).
A Curtiss se le concedió un contrato inicial por 30 aeronaves en agosto de 1916, y otros 14 aparatos adicionales fueron ordenados por el Ejército de los Estados Unidos, que realizaba pequeñas operaciones con hidroaviones. Rápidamente se hizo patente que el avión estaba falto de potencia, por lo que Curtiss reemplazó el motor por un Hispano-Suiza de 112 kW (150 hp), fabricado en los Estados Unidos bajo licencia por la división Simplex de Wright-Martin (más tarde Wright Aeronautical). El avión fue redesignado N-9H (por el motor Hispano; retrospectivamente, los ejemplares con motor Curtiss fueron redesignados N-9C).
Se construyó un total de 560 N-9 durante la Primera Guerra Mundial, siendo la mayoría de los mismos del modelo H. Solo 100 aparatos fueron construidos realmente por Curtiss. La mayor parte fue construida bajo licencia por la Burgess Company de Marblehead, Massachusetts. Se ensamblaron otros cincuenta ejemplares tras la guerra, a partir de piezas de repuesto y motores, en la Naval Air Station Pensacola de la Armada estadounidense, en Florida.

## Historia operacional

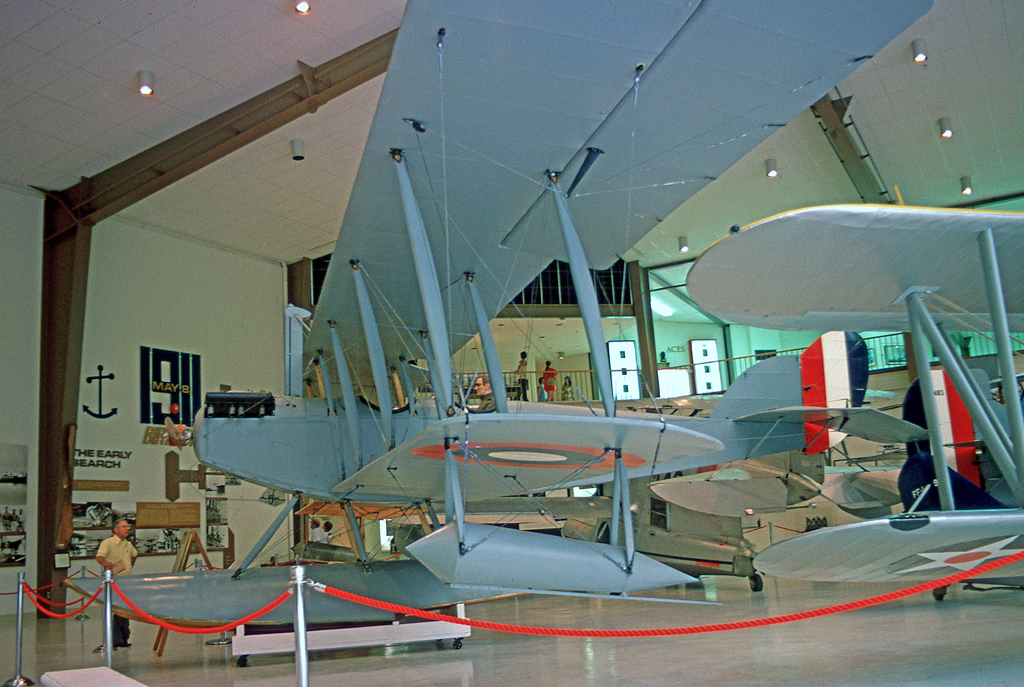
Curtiss N-9H preservado y exhibido en el National Museum of Naval Aviation en Pensacola (Florida), en 1975.

A pesar del consenso a principios de 1917 entre aviadores e incluso el fabricante del N-9, de que el avión no podía realizar un rizo, el pionero aviador Francis Thomas Evans, Sr., del Cuerpo de Marines de los Estados Unidos, creía que era posible. El 13 de febrero de 1917, voló un N-9 sobre el Golfo de México, en la costa de Pensacola, Florida, y comenzó a intentar realizar un rizo. Tuvo éxito al cuarto intento, convirtiéndose en una de las primeras personas en realizar un rizo con un hidroavión (el primer piloto en realizarlo fue el aviador polaco Jan Nagórski el 17 de septiembre de 1916 con un hidrocanoa Grigorovich M-9). Al no tener testigos, voló hasta la Naval Air Station Pensacola y repitió la maniobra. En 1936, recibió la Cruz de Vuelo Distinguido por su proeza. Sin embargo, fueron más importantes las técnicas de entrada en pérdida y recuperación por él descubiertas mientras volaba el N-9 aquel día. Durante sus primeros tres intentos de realizar el rizo, el N-9 entró en pérdida antes de que alcanzase el vértice del rizo y cayó en barrena. Descubrió que liberando la contrapresión sobre la palanca y aplicando agresivamente timón en la dirección opuesta a la barrena, podía cambiar la barrena por un picado normal y recuperarlo, algo que anteriormente se creía imposible para un N-9. Sus técnicas de entrada en pérdida y recuperación todavía son aplicadas por aviadores de todo el mundo.
Más de 2500 pilotos de la Armada estadounidense recibieron su entrenamiento de hidroavión en los N-9. Sin embargo, junto con su misión principal, el avión también fue usado para desarrollar operaciones de aeronaves embarcadas durante la Primera Guerra Mundial, especialmente el desarrollo de catapultas de lanzamiento instaladas en barcos. En 1917, se proporcionaron varios N-9 a la Sperry Gyroscope Company para su conversión a la configuración Hewitt-Sperry Automatic Airplane, probando en vuelo los componentes del nuevo piloto automático que serían usado en los "torpedos aéreos" sin piloto.
La Armada estadounidense retiró los N-9 en 1927, cuando se dispuso de entrenadores más modernos.

## Supervivientes
Solo ha sobrevivido un único ejemplar del modelo, y actualmente forma parte de la colección del Museo Nacional del Aire y el Espacio de Estados Unidos. Exhibido originalmente en el Museum of Science and Industry de Chicago, Illinois, fue más tarde transferido de vuelta a la Armada para ser transportado al Museo Nacional. El Naval Air Engineering Laboratory de Filadelfia, Pensilvania, lo restauró completamente en 1966.

## Variantes

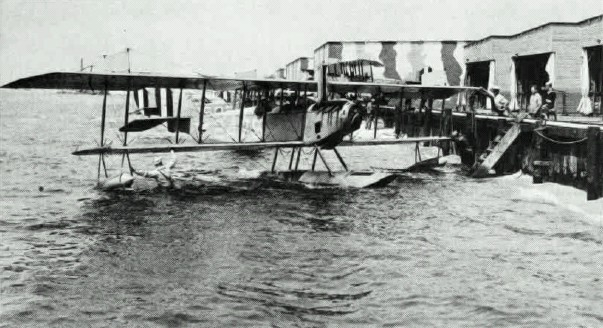
Un Curtiss N-9 en la Naval Air Station Pensacola.

Model N
Entrenador biplaza de 1914 propulsado por un motor Curtiss OXX de 75 kW (100 hp), similar al Model J, pero con diferente sección de perfil alar. Un ejemplar construido para el Ejército estadounidense. Más tarde reconstruido como Model O con asientos lado a lado.
Modelo N-8 (Model 1D)
Versión de producción del Model N para el Ejército estadounidense, propulsada con un motor Curtiss OX-2 de 67 kW (90 hp). Equivalente al JN-3. Cuatro aparatos construidos en 1915.
Model N-9 (Model 5)
Entrenador sobre flotadores monomotor biplaza.
Model N-9C
El hidroavión N-9 original con el motor de 75 kW (100 hp), más tarde siendo conocido como N-9C.
Model N-9H
Versión de producción principal propulsada por un Hispano-Suiza de 112 kW (150 hp).
Model N-9N
Versión propulsada por un motor Wright A de 112 kW (150 hp).
Murray-Carnes (avión totalmente metálico)
Esta aeronave fue un desarrollo fabricado totalmente en acero del Curtiss N-9, solicitado por el secretario Daniels del Departamento de la Armada y construida por J.W. Murray Mfg. Co. de Detroit.

## Operadores
Brasil
- Armada Brasileña
  - Aviación Naval Brasileña: N-9H.

 Estados Unidos
- Ejército de los Estados Unidos
- Armada de los Estados Unidos

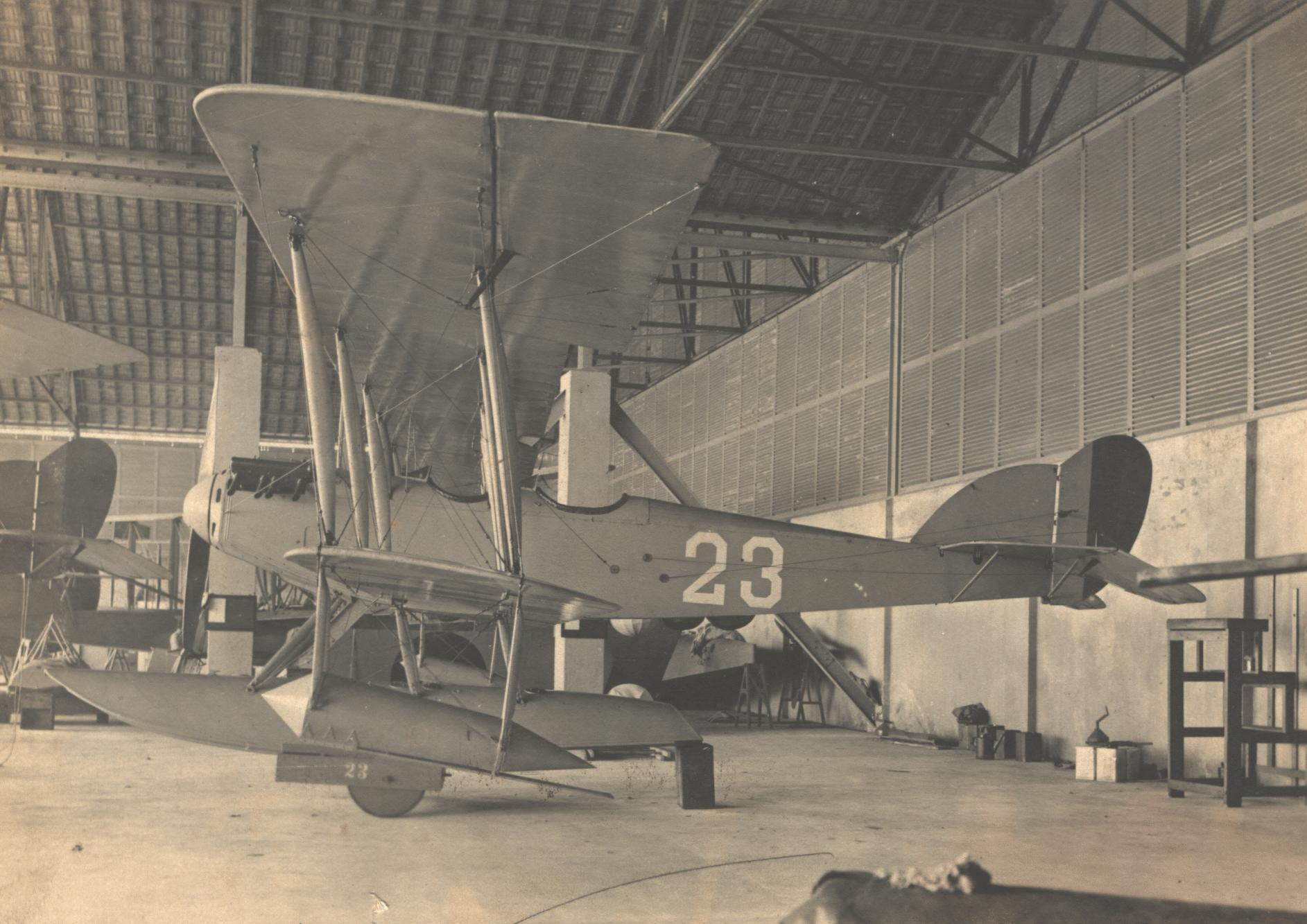
N-9H brasileño.

- Cuerpo de Marines de los Estados Unidos

## Especificaciones (N-9H)
Referencia datos: Curtiss Aircraft 1907–1947

### Características generales
- Tripulación: Dos (alumno e instructor)
- Longitud: 9,40 m
- Envergadura: 16,26 m
- Altura: 3,33 m
- Superficie alar: 46,1 m2
- Peso vacío: 971 kg
- Peso cargado: 1247 kg
- Planta motriz: 1× motor lineal V-8 refrigerado por agua Wright-Hisso A.
  - Potencia: 110 kW (150 hp)
- Hélices: Bipala de madera de paso fijo

### Rendimiento
- Velocidad máxima operativa (Vno): 126 km/h
- Techo de vuelo: 2000 m (6600 pies)
- Tiempo a altitud: 990 m (3240 pies) en 10 min

### Secuencias de designación
- Secuencia Alfabética (interna de Curtiss): ← K - L - MF - N - NC - O - JN - R - S →
- Secuencia Numérica (interna de Curtiss): 1/A/C/D/E/F - 2 - 3 - 4 - 5 - 6 - 7 - 8 →

### Listas relacionadas
- Anexo:Aeronaves militares de los Estados Unidos (1909-1919)